# نافپلیو
نافپلیو (به لاتین: Nafplio) یک شهرک در یونان است.

## خواهرخوانده
شهرهای کرونشتات، رویان (فرانسه)، مانتون، اوتوبرون، آمیان و نایلز (ایلینوی) خواهرخوانده‌های نافپلیو هستند.

## نگارخانه

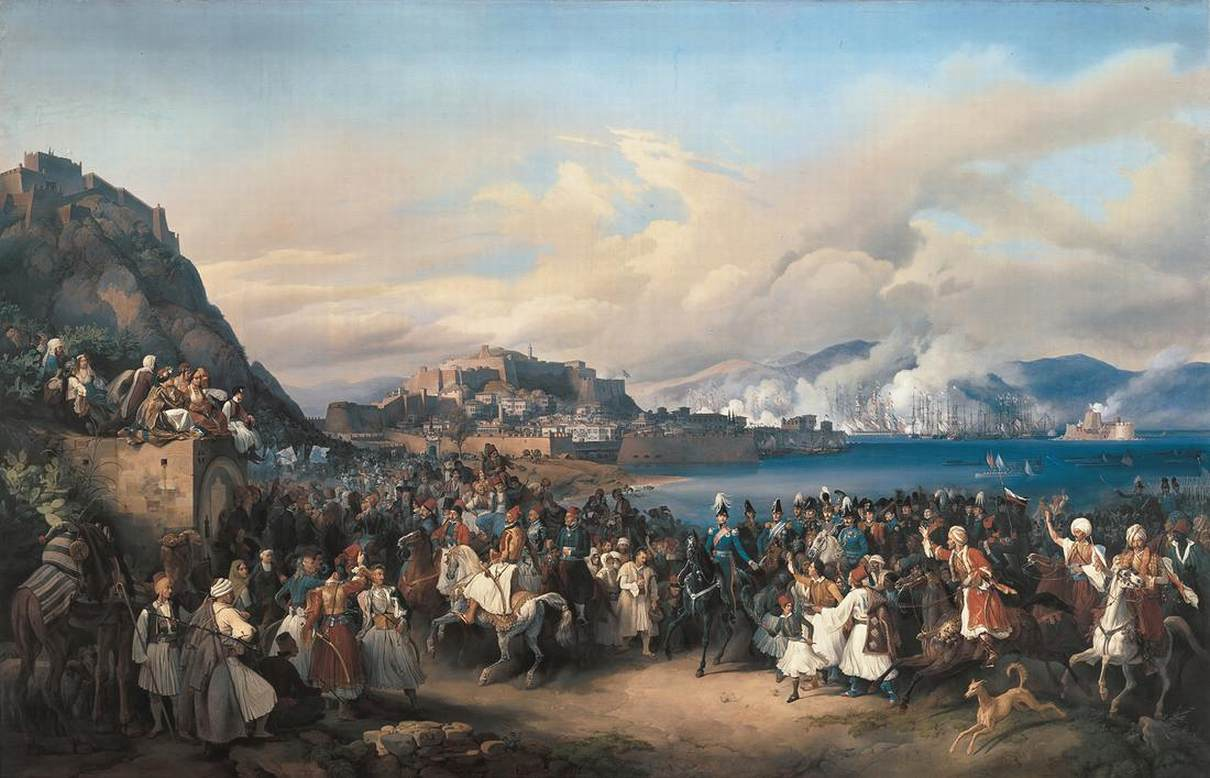
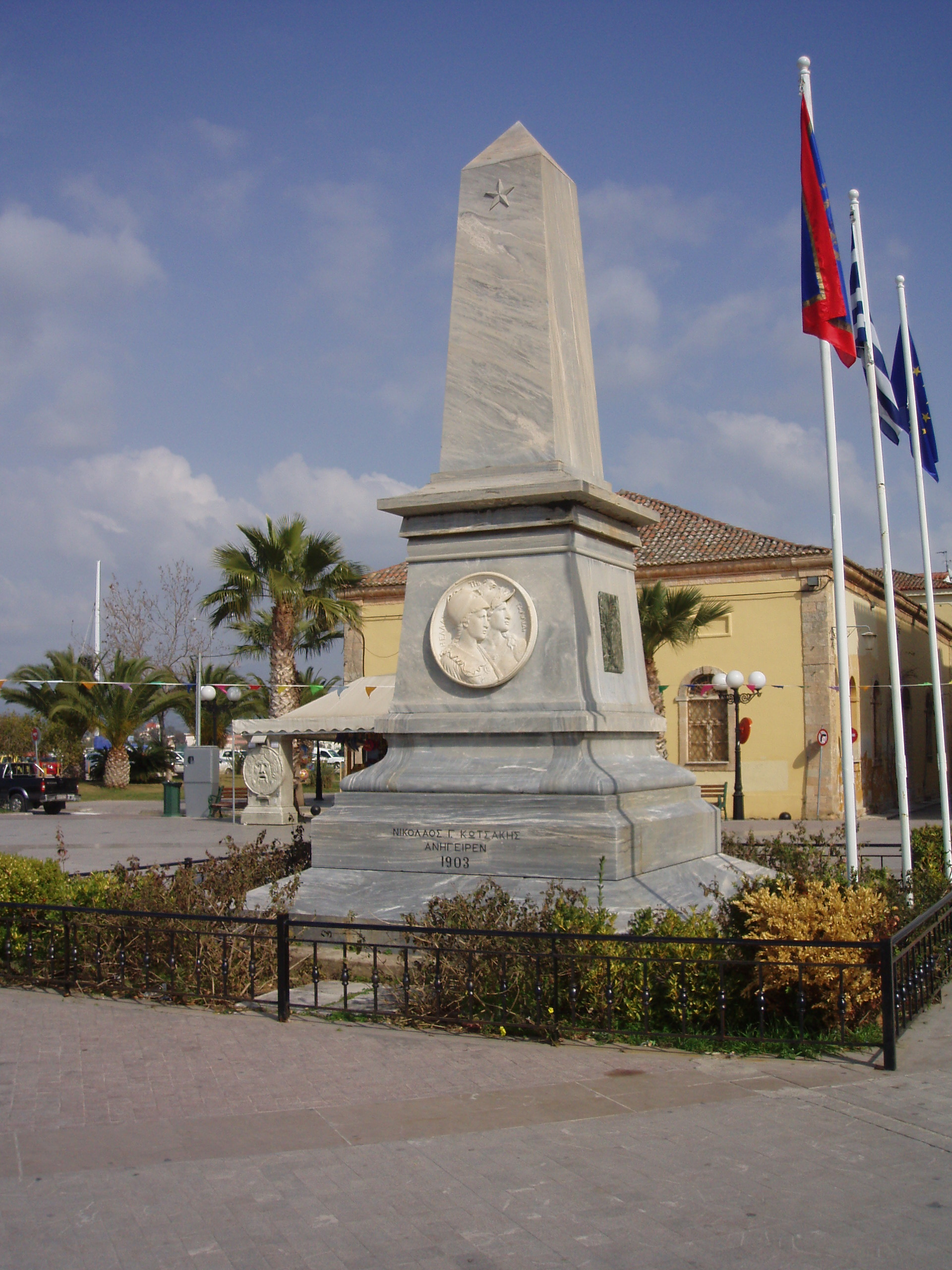
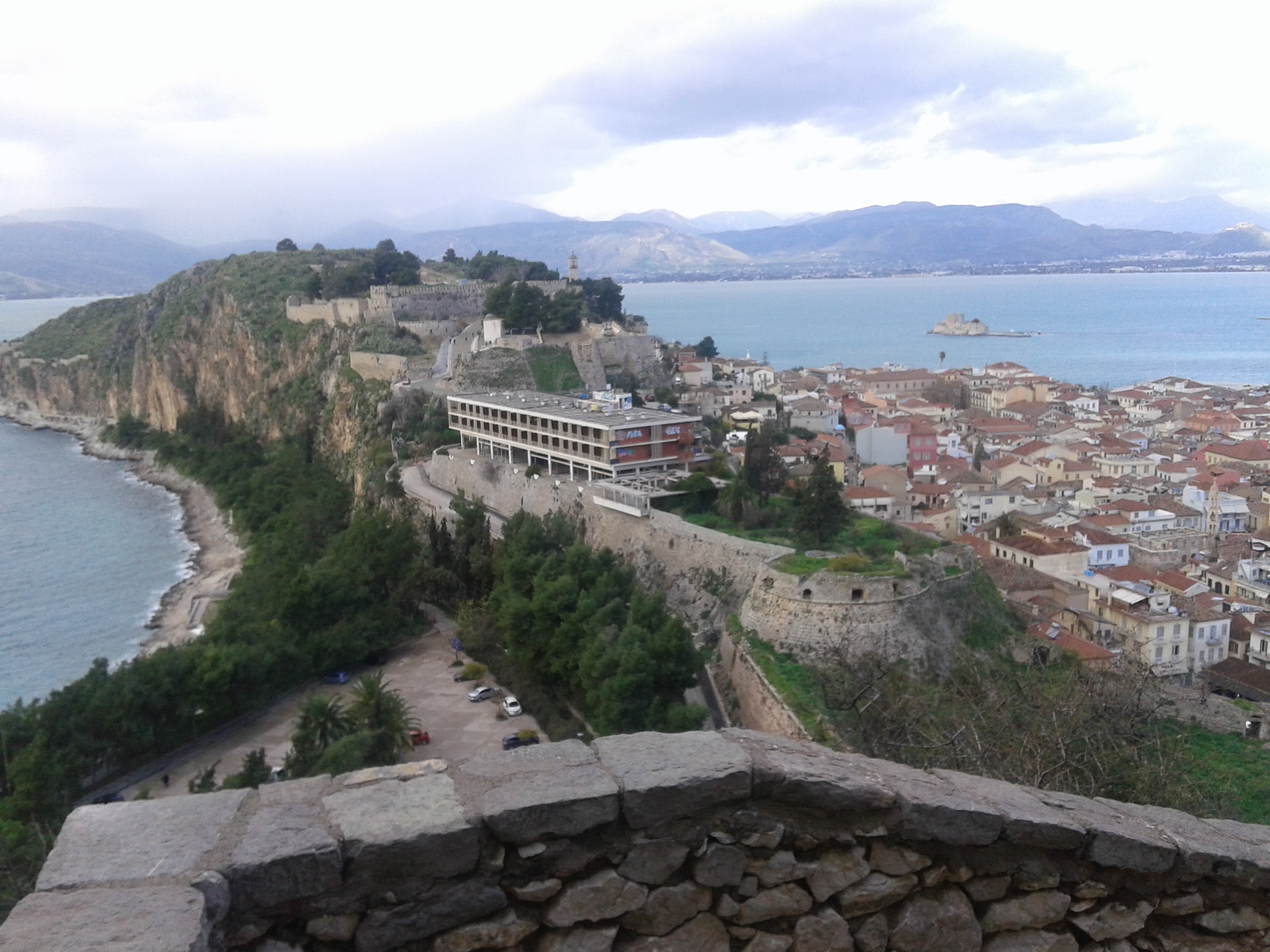
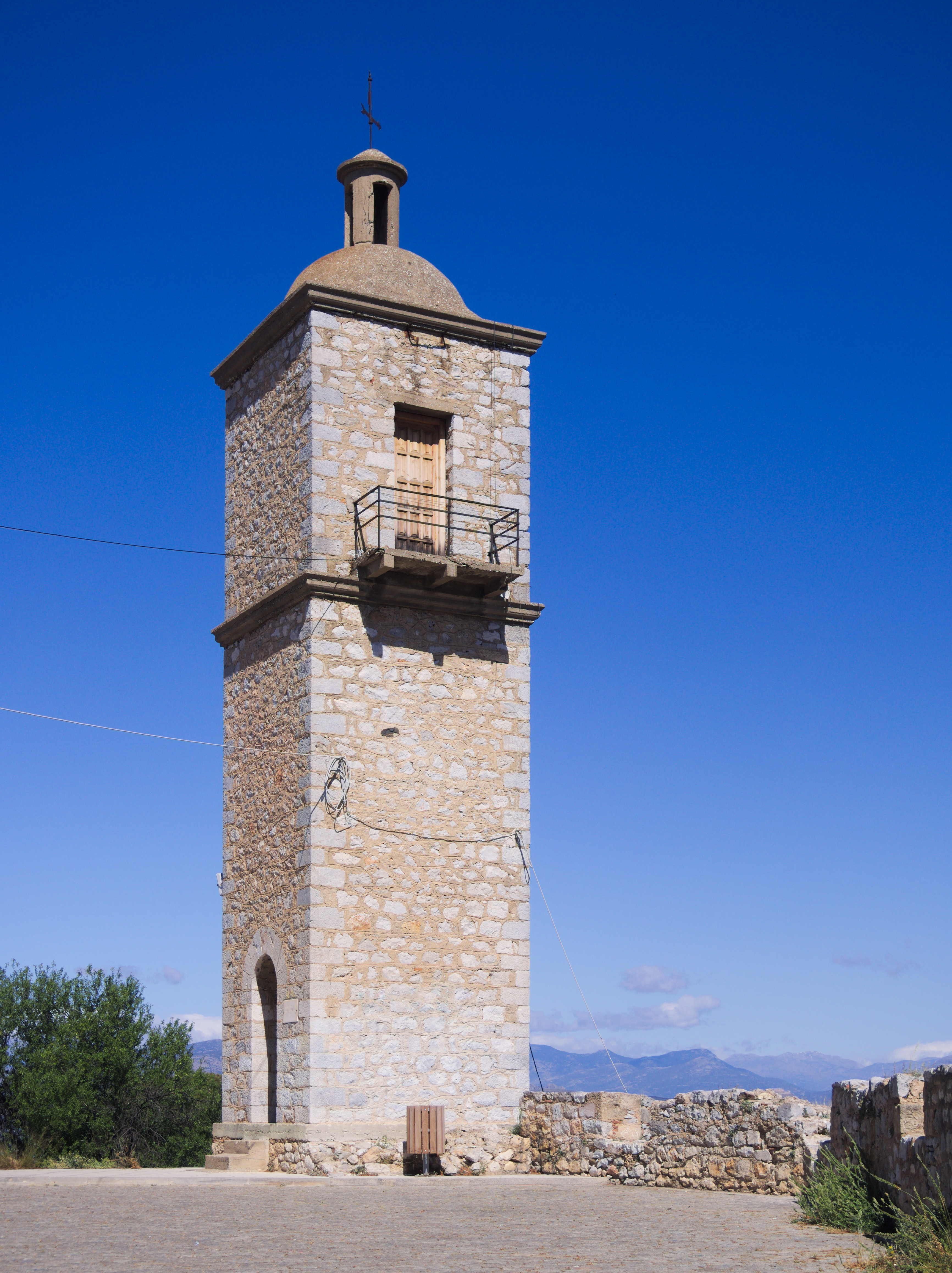
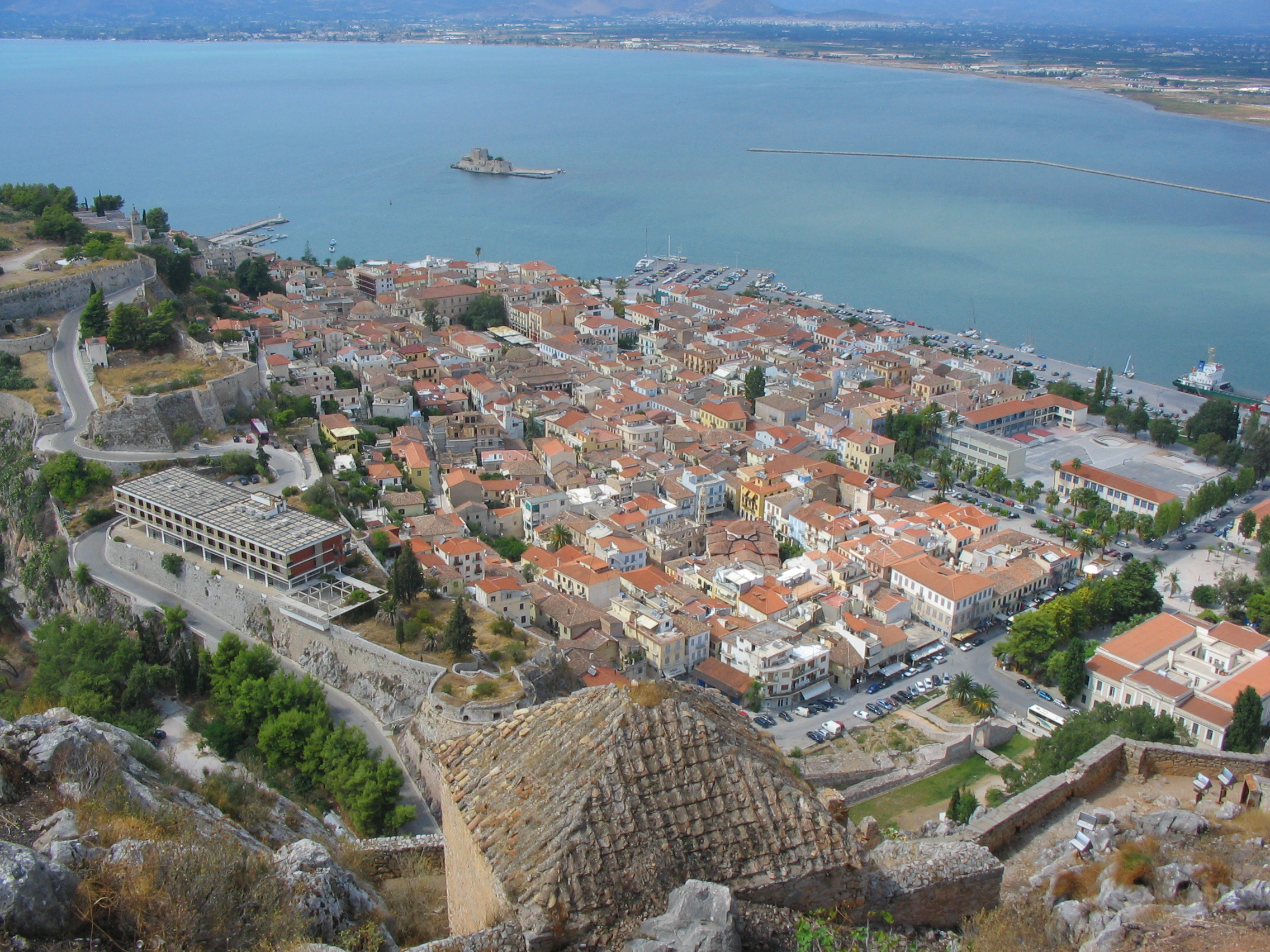
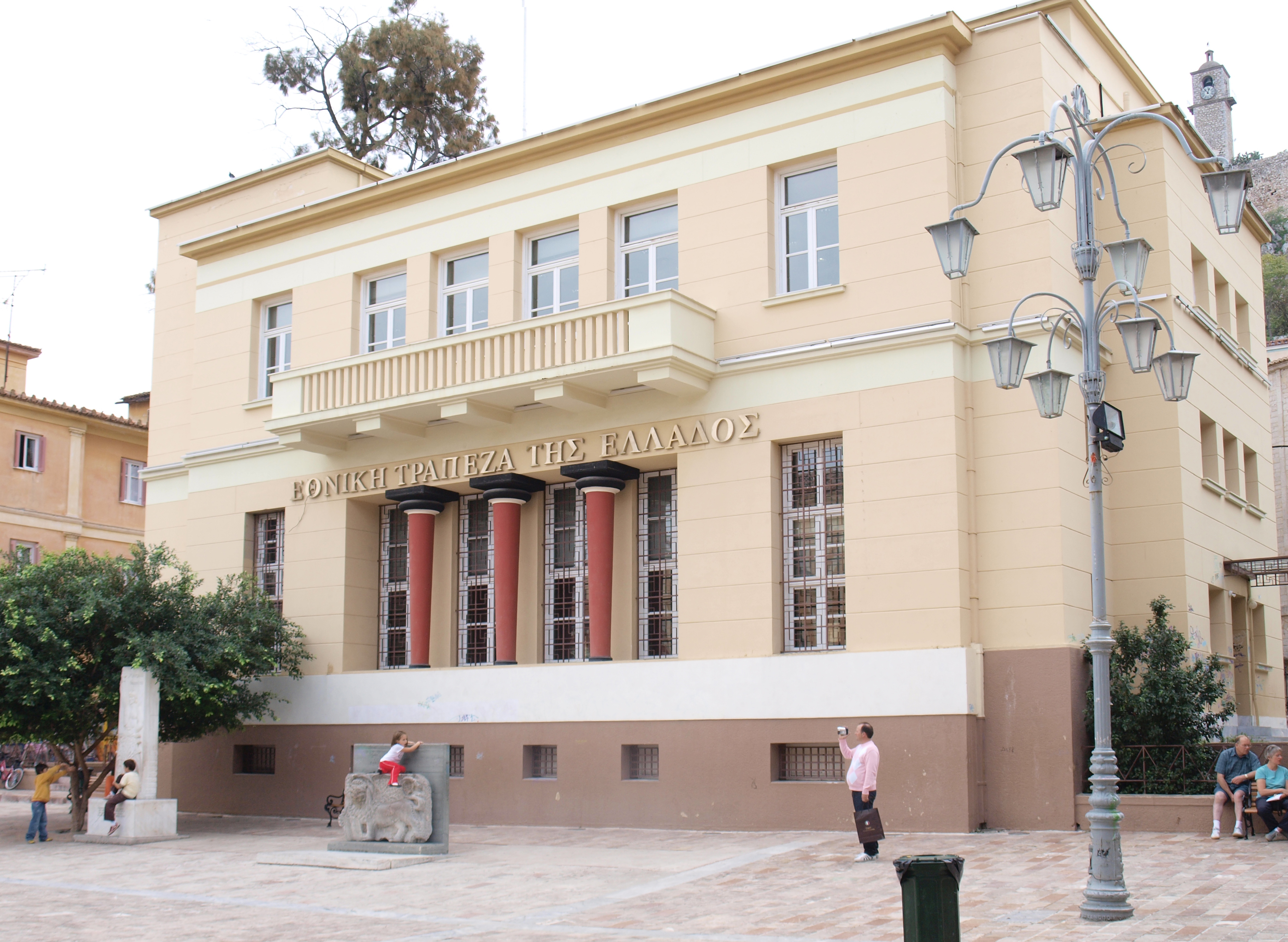
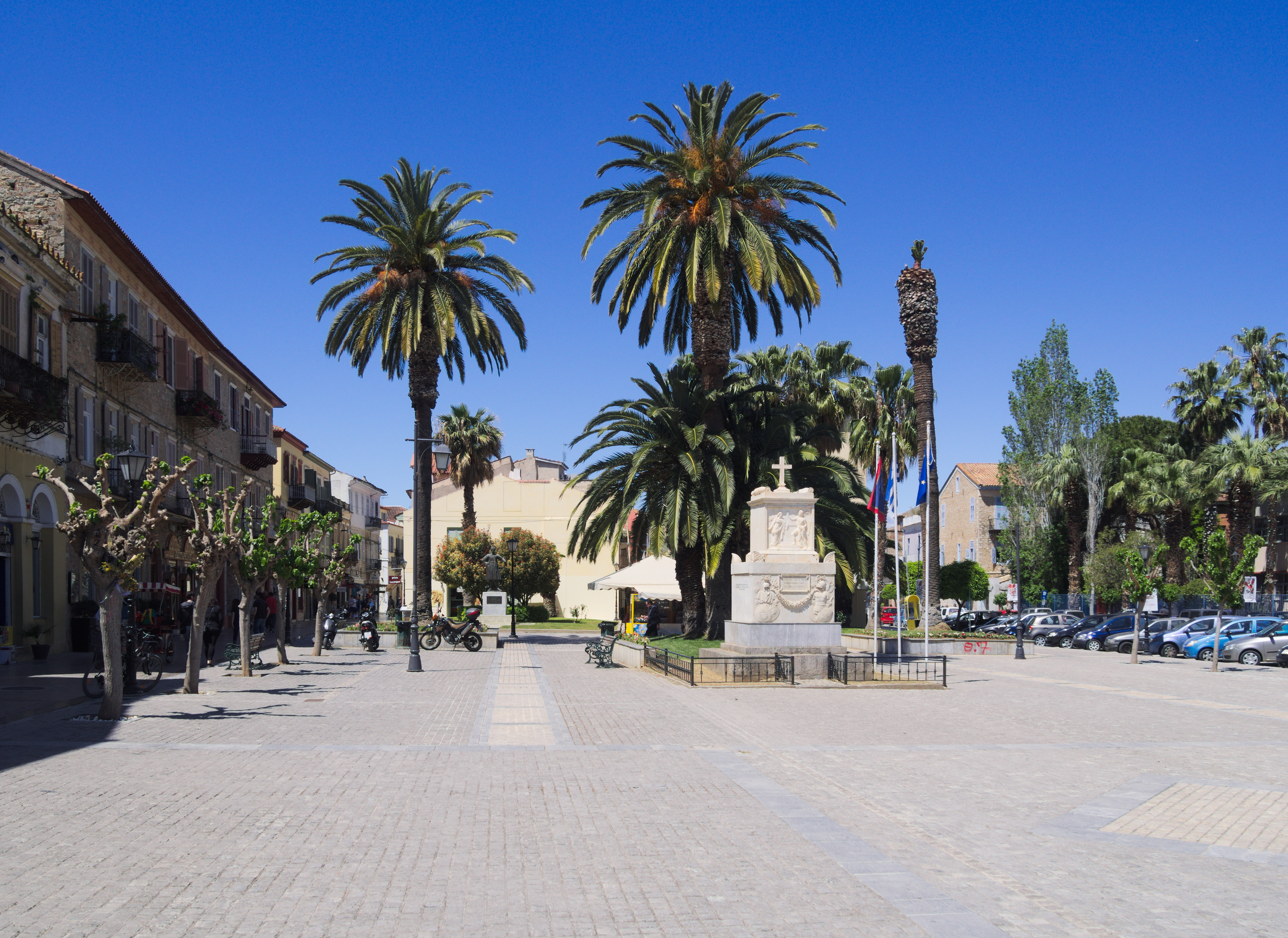
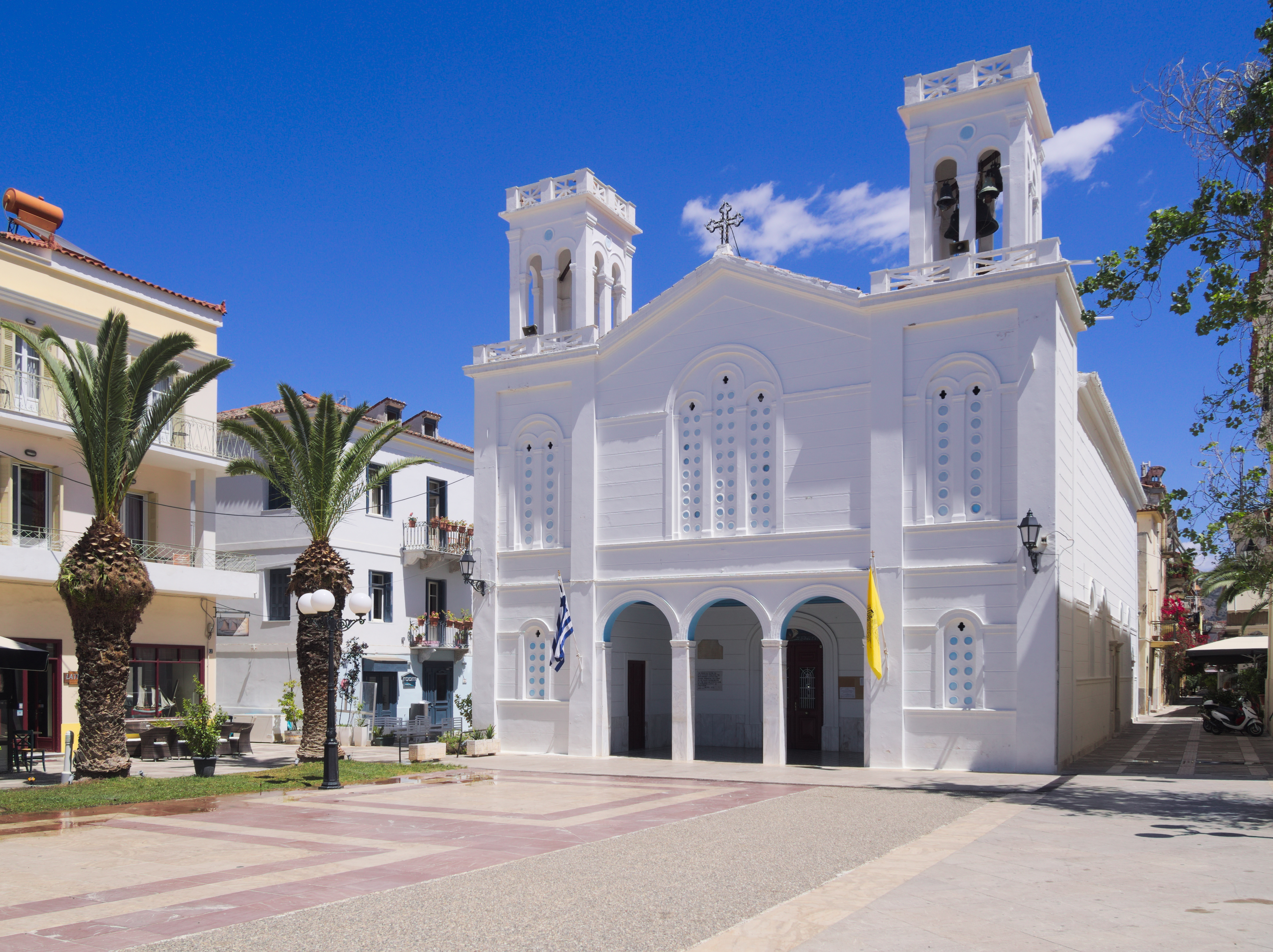
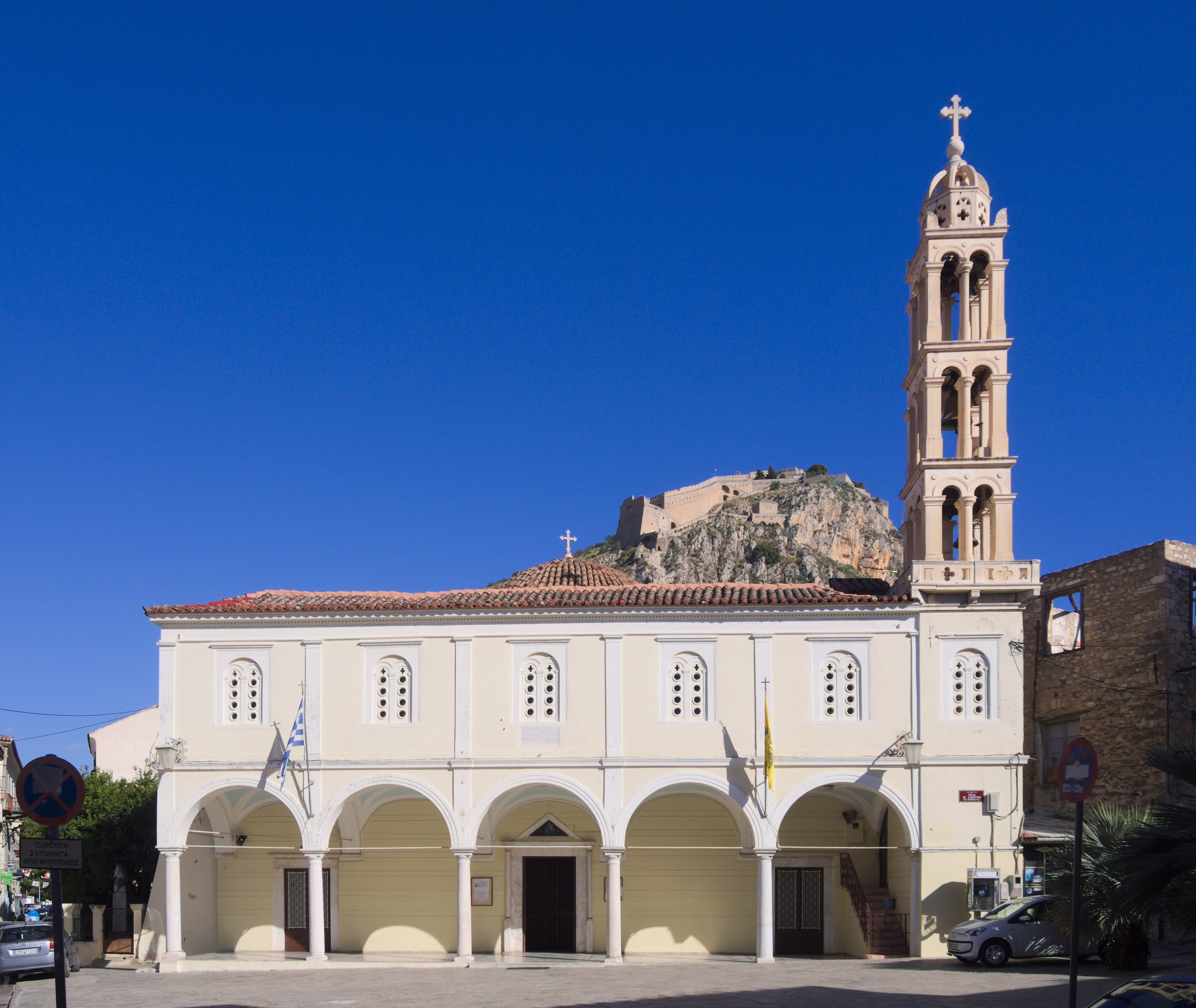